# Scott Perry
Scott Gordon Perry (San Diego, 27 maggio 1962) è un politico statunitense, membro della Camera dei Rappresentanti per lo stato della Pennsylvania.

## Biografia
Nato a San Diego, Perry studiò alla Pennsylvania State University. Prima di compiere gli studi universitari tuttavia si era dedicato alla vita militare e si era arruolato nella Guardia Nazionale negli anni ottanta.
Perry prese parte a numerose operazioni militari e fu impegnato anche nella guerra in Iraq. Per il suo servizio venne insignito di numerosi riconoscimenti come la Bronze Star Medal e promosso al grado di colonnello.
Nel 2006 entrò in politica con il Partito Repubblicano e riuscì a farsi eleggere all'interno della legislatura statale della Pennsylvania. Venne rieletto due volte e successivamente nel 2012 fu eletto deputato alla Camera dei Rappresentanti.
Sposato con Christy, Perry ha due figlie e ideologicamente si configura come conservatore.